# Луценко Віталій Опанасович
Віталій Опанасович Луце́нко (нар. 14 листопада 1921, Лучин) — радянський і український живописець, член Спілки художників України.

## Біографія
Народився 14 листопада 1921 року в селі Лучині (тепер Житомирський район Житомирської області, Україна).
Брав участь у німецько-радянській війні.
1953 року закінчив Київський художній інститут (викладачі Карпо Трохименко, Ілля Штільман, Олексій Шовкуненко, Віктор Пузирков).
Жив в Києві, в будинку на бульварі Лихачова № 2, квартира 14.

## Творчість
Працював в галузі станкового живопису. Писав переважно портрети та пейзажі у реалістичному стилі. Серед робіт:
- «Первісток» (1955);
- «На високій полонині» (1957);
- «Земля» (1963);
- «Ранок на річці Снов» (1965);
- «Осінь. Видубицький монастир» (1972).

Брав участь у республіканських виставках з 1951 року.